# Space Art
Space Art est un groupe de musique électronique français connu dans les années 1977 à 1981, comptant parmi les pionniers du genre en France.

## Biographie
En 1974, Dominique Perrier collabore avec Christophe en tant que claviériste et arrangeur, tandis que Roger « Bunny » Rizzitelli (1951-2010) joue de la batterie. Christophe apporte en studio un synthétiseur ARP Odyssey, qui sert surtout de métronome. Il prête ensuite son synthétiseur à Perrier pendant deux ans. Le musicien explore alors les possibilités sonores de l'ARP Odyssey, les idées musicales fusent et le groupe, avec Perrier au synthétiseur et aux claviers et Rizzitelli à la batterie, prend forme,,. Perrier préférait à l'origine, selon ses dires, nommer le groupe Moon mais, après un voyage à une fête foraine, Rizzitelli a suggéré une alternative ; l'une des attractions de la fête avait été nommée d'après Spessart, la chaîne de montagnes allemande. Une fois adopté, ce nom s'est ensuite transformé en Space Art, qui sonnait mieux pour eux deux.
Perrier et Rizzitelli produisent trois albums de Space Art entre 1977 et 1980, qui se vendront à trois millions d'unités dans le monde. Le titre Onyx a été numéro un en France. Les trois albums sont enregistrés et mixés aux Studios Ferber à Paris. Le style musical du groupe est souvent décrit comme de la synthpop cosmique. Le duo est considéré comme l'un des pionniers du genre de la musique électronique française. En 1981, Perrier et Rizzitelli mettent Space Art entre parenthèses pour intégrer le groupe des musiciens de Jean-Michel Jarre lors de sa tournée en Chine. Avec Les Concerts en Chine, ils figurent parmi les premiers musiciens occidentaux à se produire en Chine pendant la réforme économique chinoise. La pause de Space Art se prolonge car, en 1983, le duo part cette fois accompagner le groupe Space de Didier Marouani en tournée en Union soviétique. Perrier collabore ensuite activement avec Jean-Michel Jarre, sur plusieurs albums de ce dernier ou en jouant des claviers en concert. Dans les années 1990, Perrier fonde le groupe Stone Age et joue aussi pour les Gipsy Kings.
Le groupe Space Art connaît un nouveau départ en 2012. Dominique Perrier (composition, claviers) est cette fois épaulé par Michel Valy (basse), Lilli Lacombe (violon, claviers) et Alain Pype (batterie, mixage). Un nouvel album, Space Art Tribute, sous-titré Dominique Perrier Project, voit ainsi le jour. En 2016, Tommy Rizzitelli, le fils du cofondateur défunt qui s’est donné la mort le 3 mai 2010,, intègre le groupe pour y jouer de la batterie, comme son père. En 2020, Space Art publie l'album Entrevues. Le sixième et dernier album de Space Art, Personal Duty, sort en juillet 2023. Dominique Perrier meurt à son tour le 4 octobre 2023.

## Discographie

### Albums studio
- 2012 : Space Art Tribute — Dominique Perrier Project (PypeLine)
- 2020 : Entrevues (Deserted Island Music)
- 2023 : Personal Duty (Deserted Island Music)

### EP
- 1978 : Nous savons tout / Mélodie moderne: (IF Records, Carrère)

### Singles
- 1977 : Onyx / Axus (IF Records, Carrère)
- 1978 : Speedway / Odyssey (IF Records, Carrère)
- 1978 : Nous savons tout / Mélodie moderne (IF Records, Carrère)
- 1981 : Symphonix / Parakeet Island (Wave Records, Carrère)
- 1989 : Onyx / Speedway (réédition) (Pause Record, Carrère)

### Rééditions
- 1997 : Trip in the Center Head (Spalax) (CD)
- 1998 : Space Art (Onyx) (Spalax) (CD)
- 2009 : Space Art (Onyx) (C.Zen Prod)

### Compilation
- 2016 : On ne dira rien (Space Art)